# Morris Island (Queensland)
Morris Island är en ö i Australien. Den ligger i delstaten Queensland, omkring 1 800 kilometer nordväst om delstatshuvudstaden Brisbane.